# القوات المسلحة للجمهورية الإسبانية
القوات المسلحة للجمهورية الإسبانية (بالإسبانية: Fuerzas Armadas de la República Española)‏ كانت قوات مسلحة تشكلت في البداية من قبل الفرعين التاليين لجيش الجمهورية الإسبانية الثانية: 
- الجيش الجمهوري الإسباني (جيش الجمهورية الاسبانية (1931–1936) والجيش الشعبي للجمهورية الإسبانية (1936–1939). وشملت سلاح الجو.
- البحرية الجمهورية الإسبانية، والتي شملت الطيران البحري.

## التاريخ
مرت القوات المسلحة الجمهورية الإسبانية بمرحلتين واضحتين أثناء وجودهما:
- مرحلة ما قبل الحرب الأهلية الإسبانية، قبل انقلاب يوليو 1936 الذي كسر المؤسسة العسكرية الإسبانية.
- إعادة تنظيم الحرب الأهلية للقوات التي بقيت موالية للحكومة الجمهورية المؤسَسَة التي أملتها الاحتياجات الملحة للحظة.

### القوات الجوية
في وقت الانتخابات البلدية الديمقراطية التي أدت إلى إعلان الجمهورية الإسبانية، تم تقسيم القوات الجوية إلى فرعين، سلاح الجو والطيران البحري، الأول كان الذراع الجوي للجيش الجمهوري الأسباني والآخر كان الطيران البحري للجمهورية الإسبانية.
في سبتمبر 1936، تم إنشاء وزارة البحرية والجوية، ووكالة الهواء، وكلاهما جزء من وزارة الدفاع الوطني للجمهورية، تحت قيادة الوزير إنداليسيو برييتو.
تمت إعادة هيكلة الذراع الجوي الجمهوري مرة أخرى في مايو 1937، في مرحلة الحرب الأهلية. لقد وحّد الهيكل الجديد سلاح الجو والطيران البحري. إن بعض المصادر تحدد هذا التاريخ باعتباره تاريخ إنشاء سلاح الجو الجمهوري الاسباني مع أنه كان يعمل في السابق تحت فرعين. سيحتفظ سلاح الجو الجمهوري بهذا الهيكل حتى حله بعد عامين.

## روابط خارجية
- Foro Militar General - المنتدى العسكري الإسباني (بالإسبانية)